# Ферплей (Меріленд)
Ферплей (англ. Fairplay) — переписна місцевість (CDP) в США, в окрузі Вашингтон штату Меріленд. Населення — 537 осіб (2020).

## Географія
Ферплей розташований за координатами 39°32′8″ пн. ш. 77°44′47″ зх. д. / 39.53556° пн. ш. 77.74639° зх. д. (39.535671, -77.746309).  За даними Бюро перепису населення США в 2010 році переписна місцевість мала площу 3,12 км², уся площа — суходіл.

## Демографія
Згідно з переписом 2010 року, у переписній місцевості мешкало 580 осіб у 193 домогосподарствах у складі 163 родин. Густота населення становила 186 осіб/км².  Було 202 помешкання (65/км²).
Расовий склад населення:
| - 96,0 % — білих - 0,5 % — корінних американців - 0,3 % — чорних або афроамериканців |

До двох чи більше рас належало 3,1 %. Частка іспаномовних становила 1,2 % від усіх жителів.
За віковим діапазоном населення розподілялося таким чином: 28,8 % — особи молодші 18 років, 61,5 % — особи у віці 18—64 років, 9,7 % — особи у віці 65 років та старші. Медіана віку мешканця становила 39,9 року. На 100 осіб жіночої статі у переписній місцевості припадало 103,5 чоловіків;  на 100 жінок у віці від 18 років та старших — 103,4 чоловіків також старших 18 років.
Середній дохід на одне домашнє господарство  становив 109 240 доларів США (медіана — 65 486), а середній дохід на одну сім'ю — 135 495 доларів (медіана — 99 773). 
Цивільне працевлаштоване населення становило 277 осіб. Основні галузі зайнятості: освіта, охорона здоров'я та соціальна допомога — 24,5 %, транспорт — 19,9 %, публічна адміністрація — 19,1 %.